# BSG Chemie Leipzig (1997)
Pour les articles homonymes, voir Leipzig (homonymie) et BSG Chemie Leipzig.
Maillots
Actualités
Le BSG Chemie Leipzig (nom complet : Betriebssportgemeinschaft Chemie Leipzig, Association sportive d'entreprise Chemie Leipzig) est un club sportif fondé en 1997 à Leipzig. Le club se considère comme le successeur légitime du BSG Chemie Leipzig, club est-allemand qui est devenu le FC Sachsen Leipzig après avoir fusionné avec le FSV Böhlen. La première équipe du club évolue depuis la saison 2022-2023 en Regionalliga Nord-Est, 4e division du football allemand. La seconde équipe joue en Stadtliga Leipzig (8e division). En outre le département football du club comprend une équipe féminine participant à la Landesliga Sachsen (4e division), et de nombreuses équipes de jeunes de tous âges. Le club comporte également un département de handball et de bowling.

## Histoire

### Avant le club
Le BSG Chemie Leipzig, champion de RDA en 1951 et 1964, fusionne avec le Chemie Böhlen pour former le FC Sachsen Leipzig en 1990 après la révolution pacifique, dans le cadre de la transition vers un système économique de libre marché, ce qui conduit à l'effondrement du système de Betriebssportgemeinschaft. Le club joue désormais dans le stade traditionnel du Chemie, l'Alfred-Kunze-Sportpark.

### Le BSG Chemie en tant qu'association de soutien du FC Sachsen Leipzig (1997-2008)
Le « nouveau » BSG Chemie Leipzig (Ballsportfördergemeinschaft Chemie Leipzig) est fondé le 16 juillet 1997 par des supporters afin de protéger le nom et la marque « BSG Chemie Leipzig » ainsi que pour promouvoir le FC Sachsen Leipzig. Entre autres, les membres du club réaménagent la salle arrière du restaurant du club « Sachsenstube », en la transformant en une salle traditionnelle ou en vendant des « packages de soins » - des packages de soutien pour assurer la sécurité financière du département jeunesse du FC Sachsen Leipzig lors de la première faillite du club en 2001,.
Afin de permettre la poursuite des activités de jeu même en cas de liquidation du Sachsen Leipzig, les statuts sont modifiés en conséquence en 2004. Dans le même temps, le club est rebaptisé Ballsportgemeinschaft Chemie Leipzig (ce qui ne change pas l'abréviation de BSG Chemie Leipzig). Depuis lors, selon la déclaration de mission du club, le club se considère comme une « option dans le cas [...] où le successeur légitime du BSG Chemie Leipzig quitte ses valeurs ou se retrouve dans d'autres difficultés existentielles ».
Dans les années suivantes, les tensions au sein des supporters du FC Sachsen Leipzig continuent de s'intensifier en raison de désaccords sur l'avenir du club. En particulier, le déménagement de l'équipe principale de l'Alfred-Kunze-Sportpark au Zentralstadion Leipzig, le manque de communication avec les supporters, l'interdiction des drapeaux faisant référence à l'héritage du club et la suppression du nom « Chemie » sont critiqués,. Dans le même temps, les conflits politiques au sein des supporters du FC Sachsen Leipzig se sont intensifiés, aboutissant à une altercation physique lors du match à l'extérieur contre le VfB Sangerhausen le 11 novembre 2007. En conséquence, les membres du club considèrent que le cas mentionné dans la déclaration de mission du club selon lequel le FC Sachsen Leipzig « quittait la voie des valeurs » s'était produit.

### «Nouveau départ» et stagnation (2008-2013)
Le club participe ainsi pour la première fois à des matchs officiels de la DFB lors de la saison 2008-2009, avec sa propre équipe masculine en 3. Kreisklasse, Groupe 1 (12e division). Après trois promotions consécutives, le club atteint la Stadtklasse Leipzig (9e division). Après la saison 2010-2011, le club reprend les droits de jeu de la première équipe masculine de football du VfK Blau-Weiß Leipzig, et peut donc pendre part à la Sachsenliga (6e division) à l'Alfred-Kunze-Sportpark à partir de la saison 2011-2012. L'équipe masculine, promue en Stadtklasse, devient l'équipe réserve du club. Le 12 août 2011, le club prend son nom actuel (Betriebssportgemeinschaft Chemie Leipzig). En 2011, dans le même temps, le FC Sachsen Leipzig est dissous, ainsi le BSG Chemie Leipzig reprend l'équipe de handball du FC Sachsen Leipzig. À la fin de la saison 2012-2013, le BSG Chemie Leipzig est relégué en Bezirksliga Nord.

### Trois promotions en quatre ans (2013-2017)
Fin août 2013, un derby avec la réserve 1. FC Lokomotive Leipzig dans la Bezirksliga Nord est annulé en raison de craintes d'émeutes. À l'automne 2013, une violente intervention de police a lieu lors d'un match à l'extérieur à Zwenkau, où 500 supporters du Chemie étaient venus soutenir le club. En février 2016, le tribunal de Leipzig condamne un des policiers impliqués à une amende pour agression dans l'exercice de ses fonctions, tandis qu'un autre policier accusé est acquitté. À la fin de la saison 2013-2014, le Chemie est promu en Sachsenliga. Après la faillite du SG Sachsen Leipzig, le BSG Chemie Leipzig devient l'unique locataire de l'Alfred-Kunze-Sportpark. Les « Alten Herren », ainsi que le département bowling du SG Sachsen rejoignent le BSG Chemie. Au printemps 2015, le BSG Chemie Leipzig, leader du championnat de Sachsenliga, était un des favoris à la promotion en NOFV-Oberliga,, mais termine la saison à la 3e place. Un an plus tard, le 18 juin 2016, l'équipe remporte le championnat et la promotion en 5e division, devant le SV Unit Kamenz et le FC Grimma, tous deux à égalité de points avec le club lipsois.
Lors de la 3e journée de la saison 2016-2017 de NOFV-Oberliga, le nouveau BSG Chemie dispute ainsi son premier match de championnat face à une équipe non-saxonne lors du match à domicile contre le VfL 1896 Halle, remporté 2 - 0. À la fin de la saison, le club remporte le championnat de NOFV-Oberliga (Groupe Sud) et obtient ainsi la promotion en Regionalliga Nord-Est.

### Histoire récente (depuis 2017)

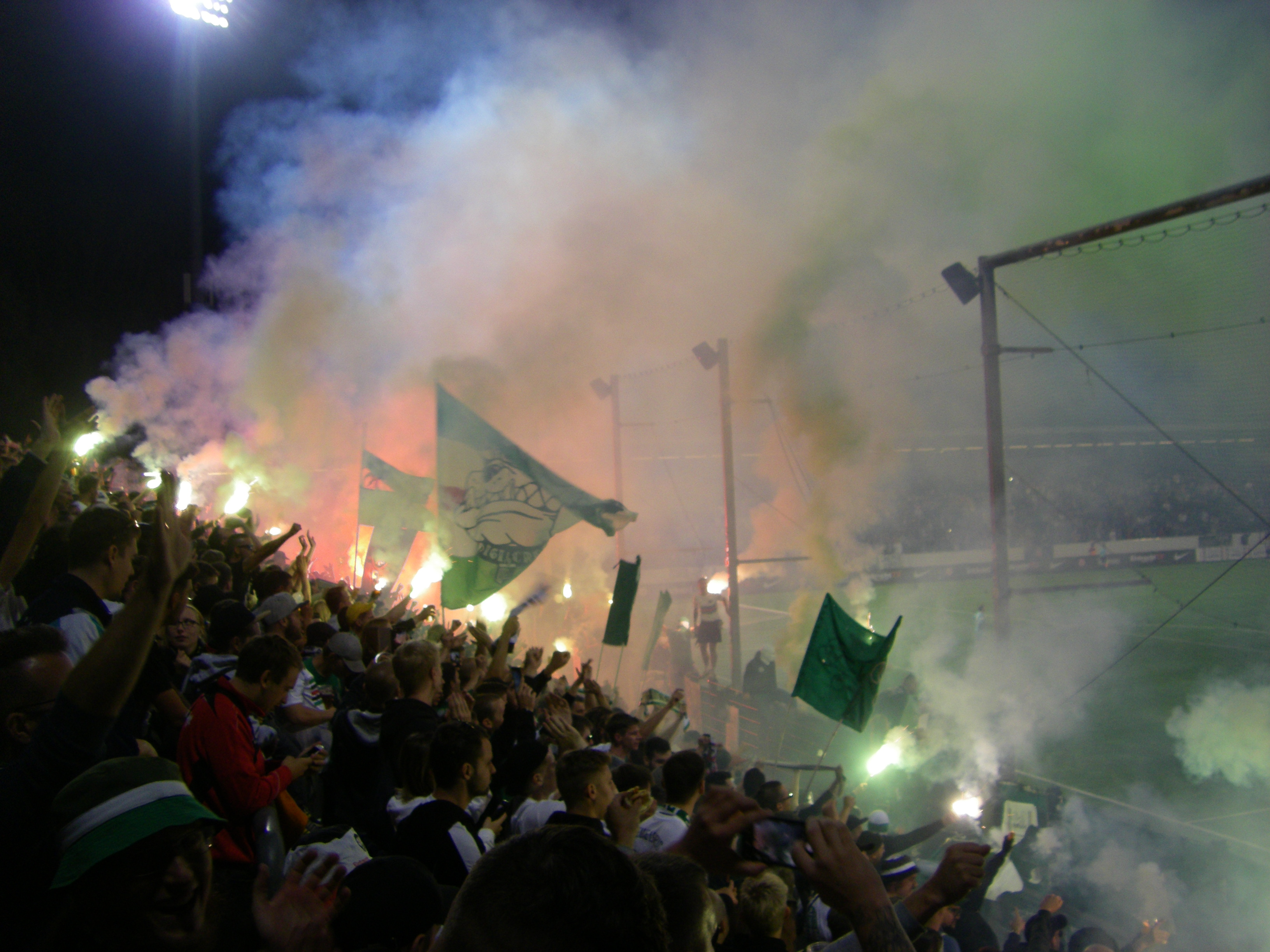
Virage des supporters du BSG Chemie Leipzig lors du match caritatif contre l'Eintracht Francfort (2019)

Lors de la 3e journée de la saison 2017-2018 de Regionalliga, le nouveau BSG Chemie Leipzig remporte sa première victoire en 4e division en s'imposant 1 - 0 à domicile face au SV Babelsberg 03. Le reste de la première moitié de la saison est moins rose, avec seulement 12 points en 17 matchs, et donc une 17e place à la trève hivernale. Au retour de la compétition, les Chemiker montrent une amélioration significative, avec 23 points marqués en 17 matchs lors de la seconde moitié de la saison. Néanmoins, après une lourde défaite 5 - 0 à l'extérieur face à la réserve du Hertha BSC lors de l'avant-dernière journée, la 16e place du club est scellée, et deux clubs d'Allemagne du Nord-Est ayant été relégués de la 3. Liga 2017-2018 (le Chemnitzer FC et le FC Rot-Weiß Erfurt), le Chemie est relégué en NOFV-Oberliga.
En Sachsenpokal, cependant, le BSG est couronné de succès, et gagne la coupe sur un score de 1 - 0 en finale face au FC Oberlausitz Neugersdorf le 21 mai 2018, ce qui constitue la première coupe remporté par le club, et est synonyme de qualification pour la DFB-Pokal 2018-2019. Ils parviennent à s'imposer au 1er tour de cette compétition face au SSV Jahn Ratisbonne (2 - 1), mais sont défaits au 2e tour par le SC Paderborn 07 sur un score de 0 - 3. En NOFV-Oberliga, le BSG Chemie remporte le championnat à nouveau, et retrouve ainsi la 4e division.
Après une première moitié de saison 2019-2020 solide, le BSG Chemie se stabilise à la 12e place du classement. Ils occupent encore cette place après leur 23e match de la saison, une défaite 2 - 4 à domicile faace au VSG Altglienicke. En raison de la pandémie de Covid-19 qui éclatait à l'époque en Allemagne, cela constituera le dernier match de la saison pour le club. La saison est initialement interrompue, puis annulée le 5 juin 2020, ainsi le BSG Chemie obtient son maintien en Regionalliga Nord-Est.
Au cours de la saison 2020-2021, le BSG Chemie Leipzig ne dispute que 13 matchs, au cours desquels il obtient un nombre impressionnant de 24 points. En novembre 2020, la saison est suspendue en raison de la pandémie de Covid-19, puis annulée en avril 2021. Le BSG obtient la 3e place sur la base de la règle du quotient utilisée à nouveau pour le classement final. En Sachsenpokal, le club perd 0 - 1 en quarts de finale face au FSV Zwickau, équipe de 3e division. Le BSG enchaîne avec une 9e place lors de la saison 2021-2022, qui a pu être disputée intégralement, et s'assure donc le maintien en toute confiance. En Sachsenpokal, le club prend sa revanche contre le FSV Zwickau, en éliminant le club de 3e division en demi-finales (1 - 1 a. p., 4 - 3 t. a. b.), mais est défait en finale par le Chemnitzer FC sur un score de 2 - 1.

## Résultats sportifs

### Équipe première (hommes)
Pour la saison 2011-2012, le BSG Chemie Leipzig reprend les droits de jeu en Sachsenliga du VfK Blau-Weiß Leipzig, ainsi l'équipe masculine précédente, promue en Stadtklasse Leipzig à l'issue de la saison précédente, continue à jouer en tant qu'équipe réserve.
| Saison    | Ligue                    | Niv. | Classement | Buts   | Points | Affluence moy.    | Stadtpokal Leipzig | Sachsenpokal     | DFB-Pokal |
| --------- | ------------------------ | ---- | ---------- | ------ | ------ | ----------------- | ------------------ | ---------------- | --------- |
| 2008-2009 | 3. Kreisklasse           | XII  | 1er        | 158:18 | 076    | 0 378 spectateurs | 2e tour            |                  |           |
| 2009-2010 | 2. Kreisklasse           | XI   | 1er        | 105:19 | 074    | 0 289 spectateurs | 3e tour            |                  |           |
| 2010-2011 | 1. Kreisklasse           | X    | 1er        | 099:27 | 079    | 0 312 spectateurs | 3e tour            |                  |           |
| 2011-2012 | Sachsenliga              | VI   | 7e         | 054:33 | 047    | 1 033 spectateurs |                    | 3e tour          |           |
| 2012-2013 | Sachsenliga              | VI   | 14e        | 036:46 | 029    | 0 677 spectateurs |                    | 2e tour          |           |
| 2013-2014 | Bezirksliga Sachsen Nord | VII  | 1er        | 056:17 | 060    | 0856 spectateurs  |                    | 8e de finale     |           |
| 2014-2015 | Sachsenliga              | VI   | 3e         | 054:29 | 056    | 1 237 spectateurs |                    | 3e tour          |           |
| 2015-2016 | Sachsenliga              | VI   | 1er        | 068:30 | 060    | 1 393 spectateurs |                    | 3e tour          |           |
| 2016-2017 | NOFV-Oberliga            | V    | 1er        | 069:21 | 071    | 1 819 spectateurs |                    | Quarts de finale |           |
| 2017-2018 | Regionalliga Nord-Est    | IV   | 16e        | 021:51 | 035    | 2 691 spectateurs |                    | Vainqueur        |           |
| 2018-2019 | NOFV-Oberliga            | V    | 1er        | 063:25 | 069    | 2 796 spectateurs |                    | Quart de finale  | 2e tour   |
| 2019-2020 | Regionalliga Nord-Est    | IV   | 12e        | 020:26 | 023    | 3 072 spectateurs |                    | 8e de finale     |           |
| 2020-2021 | Regionalliga Nord-Est    | IV   | 3e         | 025:12 | 024    | 1 571 spectateurs |                    | Quart de finale  |           |
| 2022-2023 | Regionalliga Nord-Est    | IV   | 9e         | 047:48 | 056    | 3 088 spectateurs |                    | Finaliste        |           |
| 2022-2023 | Regionalliga Nord-Est    | IV   | 7e         | 050:45 | 053    | 4 117 spectateurs |                    | 3e tour          |           |
| 2023-2024 | Regionalliga Nord-Est    | IV   | 8e         | 040:40 | 050    | 4 393 spectateurs |                    | 8e de finale     |           |

1. 1 2  Saison interrompue en raison de la pandémie de Covid-19, classement calculé via la règle du quotient.

### Équipe réserve (hommes)
| Saison  | Ligue               | Niv. | Classement | Buts  | Points | Stadtpokal Leipzig |
| ------- | ------------------- | ---- | ---------- | ----- | ------ | ------------------ |
| 2011/12 | Stadtklasse Leipzig | IX   | 11e        | 53:64 | 38     | 8e de finale       |
| 2012/13 | Stadtklasse Leipzig | IX   | 2e         | 73:38 | 58     | 1er tour           |
| 2013/14 | Stadtliga Leipzig   | VIII | 13e        | 31:62 | 24     | 8e de finale       |
| 2014/15 | Stadtliga Leipzig   | VIII | 4e         | 51:43 | 50     | 3e tour            |
| 2015/16 | Stadtliga Leipzig   | VIII | 2e         | 68:42 | 57     | 3e tour            |
| 2016/17 | Stadtliga Leipzig   | VIII | 5e         | 57:49 | 49     | 3e tour            |
| 2017/18 | Stadtliga Leipzig   | VIII | 4e         | 86:50 | 58     | 2e tour            |
| 2018/19 | Stadtliga Leipzig   | VIII | 2e         | 78:23 | 63     | Finaliste          |
| 2019/20 | Stadtliga Leipzig   | VIII | 2e         | 24:18 | 37     | 2e tour            |
| 2020/21 | Stadtliga Leipzig   | VIII | 7e         | 17:10 | 17     | Quart de finale    |
| 2021/22 | Stadtliga Leipzig   | VIII | 5e         | 43:18 | 31     | Vainqueur          |
| 2021/22 | Tour de promotion   | VIII | 3e         | 67:29 | 46     | Vainqueur          |
| 2022/23 | Stadtliga Leipzig   | VIII | 2e         | 94:34 | 62     | Finaliste          |
| 2023/24 | Stadtliga Leipzig   | VIII | 1er        | 85:26 | 68     | Vainqueur          |

1. 1 2  Saison interrompue en raison de la pandémie de Covid-19, classement calculé via la règle du quotient.

### Équipe première (Femmes)
| Saison  | Ligue             | Niv. | Classement | Buts   | Points | Sachsenpokal    |
| ------- | ----------------- | ---- | ---------- | ------ | ------ | --------------- |
| 2022/23 | Landesklasse Nord | V    | 1er        | 155:10 | 60     | Quart de finale |
| 2023/24 | Landesliga        | IV   | 1er        | 81:24  | 52     | Quart de finale |

1. ↑  Pour des raisons structurelles et sportives, la promotion en Regionalliga de l'équipe est refusée.

## Palmarès
- NOFV-Oberliga, Groupe Sud : Champion des saisons 2016-2017 et 2018-2019
- Sachsenliga : Champion de la saison 2015-2016
- Sachsenpokal : Champion en 2017-2018, Finaliste en 2021-2022
- Landesliga Sachsen féminine : Champion en 2023-2024

### Littérature
- Jens Fuge : Chemisches Element – Meine 45 Jahre in Leipzig-Leutzsch, Backroad Diaries, Fuchshain 2021,  (ISBN 978-3-949051-02-9)
- Jens Fuge: Du bist der Schrecken aller Klassen. Chemie Leipzig und seine Fans, Bd. 3, Fuchshain 2018,  (ISBN 978-3-9816023-7-1)
- Detlev Schröter: Leipzig. Die Fussballstadt, Leipzig 2018,  (ISBN 978-3-96145-322-1)
- Alexander Mennicke: BSG Chemie Leipzig. Fußballfibel (= Bibliothek des deutschen Fußballs, Bd. 6), Berlin 2016,  (ISBN 978-3-944068-49-7)

### Liens web
- Site officiel
- Haig Latchinian, « Chemisches Element: 45 Jahre grün-weiße Leidenschaft in einem Buch », Rezension des Buches Chemisches Element über Chemie Leipzig von Jens Fuge, sur sportbuzzer.de, 14 décembre 2021 (consulté le 14 décembre 2021)